# Hindisgere, Gubbi
Hindisgere là một làng thuộc tehsil Gubbi, huyện Tumkur, bang Karnataka, Ấn Độ.